# Campionato Gaúcho 2023
Il Campionato Gaúcho 2023 (ufficialmente Gauchão Ipiranga 2023 per ragioni di sponsorizzazione) è stata la 103ª edizione del Campionato Gaúcho. Il torneo è iniziato il 14 gennaio 2023 e terminato il 9 aprile successivo.

## Squadre partecipanti
| Squadra           | Allenatore         |
| ----------------- | ------------------ |
| Aimoré            | Pingo              |
| Avenida           | Márcio Nunes       |
| Brasil de Pelotas | Rogério Zimmermann |
| Caxias            | Thiago Carvalho    |
| Esportivo         | Carlos Moraes      |
| Grêmio            | Renato Portaluppi  |
| Internacional     | Mano Menezes       |
| Juventude         | Pintado            |
| Novo Hamburgo     | Edinho Rosa        |
| São José-RS       | Thiago Gomes       |
| São Luiz          | William Campos     |
| Ypiranga-RS       | Luizinho Vieira    |

## Stagione

### Novità
Al termine della stagione 2022, sono retrocesse in Segunda Divisão União Frederiquense e Guarany de Bagé. Dalla seconda divisione, invece, sono state promosse Esportivo e Avenida.

### Formato
Le dodici squadre si affrontano dapprima in una prima fase, composta da un girone unico. Le prime quattro classificate di tale girone, accederanno alla fase finale che decreterà la vincitrice del campionato. Le ultime due classificate, retrocedono in Segunda Divisão.

## Prima fase
|  | Pos. | Squadra           | Pt | G  | V | N | P | GF | GS | DR  |
|  | ---- | ----------------- | -- | -- | - | - | - | -- | -- | --- |
|  | 1    | Grêmio            | 29 | 11 | 9 | 2 | 0 | 22 | 5  | +17 |
|  | 2    | Internacional     | 22 | 11 | 6 | 4 | 1 | 22 | 8  | +14 |
|  | 3    | Caxias            | 20 | 11 | 5 | 5 | 1 | 19 | 11 | +8  |
|  | 4    | Ypiranga-RS       | 18 | 11 | 5 | 3 | 3 | 17 | 15 | +2  |
|  | 5    | Juventude         | 17 | 11 | 4 | 5 | 2 | 17 | 14 | +3  |
|  | 6    | São José-RS       | 16 | 11 | 4 | 4 | 3 | 11 | 12 | –1  |
|  | 7    | Brasil de Pelotas | 13 | 11 | 4 | 4 | 6 | 8  | –2 |     |
|  | 8    | Novo Hamburgo     | 11 | 11 | 2 | 6 | 3 | 7  | 13 | –6  |
|  | 9    | Avenida           | 10 | 11 | 2 | 4 | 5 | 7  | 11 | –4  |
|  | 10   | São Luiz          | 10 | 11 | 2 | 4 | 5 | 6  | 13 | –7  |
|  | 11   | Esportivo         | 6  | 11 | 1 | 3 | 7 | 6  | 19 | –13 |
|  | 12   | Aimoré            | 4  | 11 | 1 | 1 | 9 | 5  | 16 | –11 |

Legenda:
     Ammesse alla Fase Finale
     Retrocesse in Série A2 2024
Note:
Tre punti a vittoria, uno a pareggio, zero a sconfitta.
|                   | AIM  | AVE  | BRA  | CAX  | ESP  | GRE  | INT  | JUV  | NHA  | SJO  | SLU  | YPI  |
| ----------------- | ---- | ---- | ---- | ---- | ---- | ---- | ---- | ---- | ---- | ---- | ---- | ---- |
| Aimoré            | –––– | –––– | –––– | –––– | 0–0  | 0–2  | –––– | 0–1  | 0–1  | –––– | –––– | 1–2  |
| Avenida           | 0–1  | –––– | –––– | 0–1  | 1–2  | –––– | 1–1  | –––– | –––– | –––– | 1–0  | 1–0  |
| Brasil de Pelotas | 1–0  | 1-1  | –––– | 0–0  | –––– | –––– | 0–1  | –––– | –––– | –––– | 1–0  | –––– |
| Caxias            | 2–1  | –––– | –––– | –––– | 3–1  | 1–2  | –––– | 2–2  | –––– | –––– | 3–1  | 3–0  |
| Esportivo         | –––– | –––– | 0–1  | –––– | –––– | 0–2  | –––– | 1–3  | 0–0  | 1–2  | –––– | 0–3  |
| Grêmio            | 3–0  | 2–0  | 1–0  | –––– | –––– | –––– | 2–1  | –––– | 6–1  | –––– | –––– | –––– |
| Internacional     | –––– | –––– | –––– | 2–2  | 4–1  | –––– | –––– | 2–2  | –––– | 2–0  | 4–0  | 3–0  |
| Juventude         | 2–1  | 1–0  | 1–0  | –––– | –––– | 2–3  | –––– | –––– | –––– | –––– | 1–1  | –––– |
| Novo Hamburgo     | –––– | 0–0  | 2–0  | 1–1  | –––– | –––– | 0–0  | 0–0  | –––– | 1–2  | –––– | –––– |
| São José-RS       | –––– | 2–2  | 0–0  | 1–1  | –––– | 0–1  | –––– | 1–1  | –––– | –––– | 1–0  | –––– |
| São Luiz          | 2–1  | –––– | –––– | –––– | 0–0  | 0–0  | –––– | –––– | 1–0  | –––– | –––– | 1–1  |
| Ypiranga-RS       | –––– | –––– | 2–2  | –––– | –––– | 0–0  | –––– | 3–2  | 3–1  | 3–1  | –––– | –––– |

## Fase Finale
|  | Semifinali    | Semifinali    | Semifinali | Semifinali | Semifinali |  |  | Finale | Finale | Finale | Finale | Finale |  |
|  |               |               |            |            |            |  |  |        |        |        |        |        |  |
|  | Grêmio        | Grêmio        | 1          | 2          | 3 (5)      |  |  |        |        |        |        |        |  |
|  | Ypiranga-RS   | Ypiranga-RS   | 2          | 1          | 3 (4)      |  |  | Grêmio | Grêmio | 1      | 1      | 2      |  |
|  | Internacional | Internacional | 1          | 1          | 2 (4)      |  |  | Caxias | Caxias | 1      | 0      | 1      |  |
|  | Caxias        | Caxias        | 1          | 1          | 2 (5)      |  |  |        |        |        |        |        |  |